# Hans Bentzien
Hans Bentzien, né le 4 janvier 1927 à Greifswald et mort le 18 mai 2015 à Bad Saarow, est un homme politique de République démocratique allemande (RDA). Membre du SED, il est ministre de la Culture de 1961 à 1966.

## Biographie
Hans Bentzien naît en 1927 à Greifswald dans une famille ouvrière. En 1944, il passe le premier examen du diplôme d'enseignant. La même année, il adhère au Parti national-socialiste des travailleurs allemands (NSDAP). Enrôlé dans la marine, il est fait prisonnier par les Britanniques en 1945.
Après sa libération, il prend sa carte au Parti communiste d'Allemagne (KPD) en mars 1946, puis au Parti socialiste unifié d'Allemagne (SED). De 1946 à 1948, il enseigne à Greifswald et, de 1948 à 1950, il étudie l'histoire à l'université de Greifswald et à celle de Jena. De 1955 à 1958, il suit les cours de l'École du Parti du PCUS à Moscou et obtient un diplôme en sciences sociales. Après avoir intégré la commission culturelle au sein du bureau politique du SED, il succède à Alexander Abusch au poste de ministre de la Culture de 1961 à 1966.
Il dirige ensuite les éditions Verlag Neues Leben â Berlin (1966-1975), puis la radio Rundfunk der DDR. En 1989-1990, il est directeur de l'organisme télévisuel de la RDA, la Deutscher Fernsehfunk.
Hans Bentzien est décoré de l'ordre du Mérite patriotique en 1965.

## Publications
- Ein Buch vom Kommunismus. Für junge Leute, Berlin, Der Kinderbuchverlag , 1976.
- Bruder Martinus, Berlin 1983.
- Die Heimkehr der Preussenkönige : Gedenkausgabe 17. August 1991, Berlin, Volk und Welt, 1991.
- Unterm Roten u. Schwarzen Adler. Berlin 1992.
- Meine Sekretäre und ich, Berlin, Neues Leben, 1995.
- Friedrich II., König von Preußen: Ich, Friedrich II, Berlin, 2002.
- Claus Schenk Graf von Stauffenberg. Zwischen Soldateneid und Tyrannenmord. 1997; der Täter und seine Zeit, Berlin, Das Neue Berlin, 2004.
- Überhaupt zeigt man Charakter. Berlin, 2002.
- Fragen an die DDR (avec H. Czepuck et G. Fischer), Berlin, 2003.
- Was geschah am 17. Juni? Vorgeschichte, Verlauf, Hintergründe, Berlin, Das Neue Berlin, 2003.
- Warum noch über die DDR reden? Sophies Fragen, Berlin, Das Neue Berlin, 2009.